# Aabech
Aabech là một họ người Đan Mạch. Những người nổi bật mang họ này bao gồm:
- Hans Aabech (1948–2018), cầu thủ Đan Mạch
- Kim Aabech (sinh năm 1983), cầu thủ Đan Mạch, con trai của Hans Aabech